# Batocerini
Tribu
Les Batocerini Lacordaire, 1869 sont une tribu de coléoptères cérambycidés Lamiinae.

## Morphologie

### Adulte
Les Batocerini présentent les caractéristiques typiques de la tribu des Lamiini, à laquelle ils sont étroitement apparentés : scape avec cicatrice apicale, tibias intermédiaires sillonnés, ongles opposés. Toutefois ils s'en distinguent par leurs hanches antérieures ouvertes en arrière et par leur taille supérieure en moyenne.
Les plus grandes Lamiinae existantes, dont la taille peut atteindre 85 mm, et surtout les cérambycidés avec les plus longues antennes, appartiennent à cette tribu.

### Larve
Les larves des Batocerini présentent les mêmes caractéristiques que celles des Lamiini, toutefois elles peuvent atteindre des dimensions remarquables.

## Systématique
- Abatocera Thomson, 1878
- Anapriona Chevrolat, 1849
- Apriona Chevrolat, 1852
- Aprionella Gilmour, 1959
- Batocera Laporte de Castelnau, 1840
- Doesburgia Tippmann, 1953
- Megacriodes Pascoe, 1866
- Parapriona Breuning, 1948
- Pseudapriona Breuning, 1936
- Rosenbergia Ritsema, 1881